# Карлос Морено Лагвиљо
Карлос Морено (шп. Carlos Moreno) мексички је телевизијски продуцент, најпознатији по сарадњи са продукцијском кућом Телевиса, али и са ТВЕ.
На почетку каријере, Карлос Морено радио је као помоћник извршног продуцента, што се веома брзо променило и он је постао један од извршних продуцената. Његов деби био је у теленовели Есперанса, у којој се сарађивао са Хуаном Осорио.
Био је извршни продуцент теленовеле Тајна, која је била прва Телевисина теленовела снимана у сарадњи са TВЕ-ом.
Теленовеле Морена познате су као оне које обележавају велики међународни успех. Неколико глумаца изјавило је да је Лагвиљо одличан продуцент, указавши му захвалност на поверење и солидарност које им је пружио сарађујући са њима.
После успешне теленовеле У име љубави из 2008. продуцент је направио нову верзију мексичког хита Лаж, која је у овој верзији носила назив Сестре.
Након годину дана паузе снима римејк серије Чистокрвни теленовеле из 1985. 
2013. и 2014., раме уз раме са Кариме Лозано и Кристијана де ла Фуенте прави римејк популарног Стакленог царства.
2015. на мале екране враћа млађу сестре популарне глумице и певачице Талије, Камилу Соди.
2016. ради на крими теленовели Жене у црном.

## Као извршни продуцент
| Година:      | Српски наслов: | Оригинални наслов: | Главне улоге:                                    |
| ------------ | -------------- | ------------------ | ------------------------------------------------ |
| 2016.        | /              |                    | Мајрин Виљануева, Алехандра Барос и Химена Ерера |
| 2015.        | /              |                    | Камила Соди и Освалдо Бенавидес                  |
| 2013 - 2014. | /              |                    | Кариме Лозано и Кристијан де ла Фуенте           |
| 2012.        | /              |                    | Силвија Наваро и Кристијан де ла Фуенте          |
| 2010 - 2011. | Сестре         |                    | Силвија Наваро и Хуан Солер                      |
| 2008 - 2009. | /              |                    | Алисон Лосано и Себастијан Сурита                |
| 2005.        | /              |                    | Алесандра Росалдо и Рене Стиклер                 |
| 2004 - 2005. | /              |                    | Марта Кастро и Луис Фелипе Товар                 |
| 2003.        | Замка љубави   |                    | Кејт дел Кастиљо и Хуан Солер                    |
| 2001.        | Тајна          |                    | Лола Форнер и Едуардо Капетиљо                   |
| 1999.        | Есперанса      |                    | Едит Гонзалез и Фернандо Колунга                 |

## Помоћни продуцент
| Година: | Оригинални наслов: | Период:     |
| ------- | ------------------ | ----------- |
| 1999.   |                    | /           |
| 1996.   |                    | цела серија |

## Најбоља теленовела
| Година: | Категорија:        | Теленовела: | Резултат: |
| ------- | ------------------ | ----------- | --------- |
| 2016.   | Најбоља теленовела |             | Номинован |
| 2013.   | Најбоља теленовела |             | Номинован |
| 2011.   | Најбоља теленовела |             | Номинован |